# Fausto Vera
Fausto Mariano Vera (Hurlingham, 26 maart 2000) is een Argentijns voetballer die doorgaans speelt als middenvelder. In juli 2024 verruilde hij Corinthians voor Atlético Mineiro.

## Clubcarrière
Vera doorliep de jeugdopleiding van Argentinos Juniors. Hij maakte zijn debuut op 12 november 2018, op bezoek bij Tigre. Francisco Ilarregui opende de score namens Juniors, maar door doelpunten van Lucas Menossi en Carlos Luna won Tigre met 2–1. Vera moest van coach Ezequiel Carboni op de bank beginnen en viel in de rust in voor Ignacio Méndez. Zijn eerste doelpunt volgde op 7 maart 2020, thuis tegen Rosario Central. Nadat die club door Marco Ruben op voorsprong was gekomen en Carlos Quintana had gelijkgemaakt, zorgde Vera na een krap uur spelen voor de beslissende 2–1. In de zomer van 2022 maakte de middenvelder voor een bedrag van circa zes miljoen euro de overstap naar Corinthians, waar hij zijn handtekening zette onder een verbintenis voor de duur van vierenhalf jaar. Twee jaar later verkaste Vera naar Atlético Mineiro, waar hij voor drie jaar tekende.

## Clubstatistieken
| Seizoen | Club               | Competitie       | Competitie | Competitie | Beker | Beker | Internationaal | Internationaal | Totaal | Totaal |
| Seizoen | Club               | Competitie       | Wed.       | Dlp.       | Wed.  | Dlp.  | Wed.           | Dlp.           | Wed.   | Dlp.   |
| ------- | ------------------ | ---------------- | ---------- | ---------- | ----- | ----- | -------------- | -------------- | ------ | ------ |
| 2018/19 | Argentinos Juniors | Primera División | 2          | 0          | 4     | 0     | —              | —              | 6      | 0      |
| 2019/20 | Argentinos Juniors | Primera División | 14         | 1          | 3     | 0     | 3              | 0              | 20     | 1      |
| 2020/21 | Argentinos Juniors | Primera División | 9          | 1          | 0     | 0     | 2              | 0              | 11     | 1      |
| 2021    | Argentinos Juniors | Primera División | 11         | 1          | 0     | 0     | —              | —              | 11     | 1      |
| 2022    | Argentinos Juniors | Primera División | 25         | 5          | 2     | 0     | —              | —              | 27     | 5      |
| 2022    | Corinthians        | Série A          | 18         | 0          | 6     | 0     | 2              | 0              | 26     | 0      |
| 2023    | Corinthians        | Série A          | 30         | 1          | 8     | 0     | 9              | 0              | 47     | 1      |
| 2024    | Corinthians        | Série A          | 16         | 0          | 3     | 0     | 4              | 1              | 23     | 1      |
| 2024    | Atlético Mineiro   | Série A          | 1          | 0          | 0     | 0     | 0              | 0              | 1      | 0      |
| Totaal  | Totaal             | Totaal           | 126        | 9          | 26    | 0     | 20             | 1              | 172    | 10     |

Bijgewerkt op 26 juli 2024.